# トップハット (ブルーベリー)
トップハット（Tophat）とは、ブルーベリーの品種の一つ。矮性品種で、半樹高ハイブッシュ系に分類される。
樹高が低く、成木のそれは平均で30cm程度にしかならない。これは同じく樹高の低さで知られるノーススカイよりもさらに低い。ノーススカイと違い、シュートの伸張が芳しくなく、枝の剪定も難しい。一方で、果実は肥大化する傾向が強い。交配親は双方ともミシガンのローブッシュの影響を濃く受けており、トップハットも、葉のサイズや成長の過程などにローブッシュの特色が反映されている。しかし根の張り具合はローブッシュほど強くはない。